# 1984-es labdarúgó-Európa-bajnokság (selejtező – 7. csoport)
Az 1984-es labdarúgó-Európa-bajnokság selejtezőjének 7. csoportjának mérkőzéseit tartalmazó lapja. A csoportban Hollandia, Izland, Írország, Málta és Spanyolország szerepelt. A csapatok körmérkőzéses, oda-visszavágós rendszerben játszottak egymással.
A csoportelső Spanyolország kijutott az 1984-es labdarúgó-Európa-bajnokságra.

## A Spanyolország–Málta mérkőzés
A csoport utolsó mérkőzése a Spanyolország–Málta volt, amelyen vitatott eredmény született. Hollandia ekkor már lejátszotta utolsó mérkőzését, a 8 mérkőzése után 13 ponttal és 22–6-os gólaránnyal zárt. Spanyolországnak ekkor 11 pontja és 12–7-es gólaránya volt. Az akkori szabályok szerint 2 pont járt a győzelemért, a sorrendet a jobb gólkülönbség, majd a több szerzett gól határozta meg. A Spanyolország–Málta-mérkőzés 12–1-re végződött, a félidőben még csak 3–1 volt az állás, a spanyolok a 46. és a 88. perc között további 9 gólt szereztek, köztük a 60. és 63. perc között hármat. Az eredmény azt jelentette, hogy Spanyolország 13 ponttal és 24–8-as gólaránnyal zárt, így azonos pontszám és gólkülönbség mellett, a több szerzett góllal megelőzte Hollandiát és csoportelső lett. Ezzel Hollandia kiesett, Spanyolország pedig kijutott az Eb-re, ahol később a döntőben kapott ki a házigazda franciáktól.

## Tabella
| Hely. | Csapat        | M | Gy | D | V | G+ | G– | Gk  | P  | Továbbjutás                            |     | Spanyolország | Hollandia | Írország | Izland | Málta |
| ----- | ------------- | - | -- | - | - | -- | -- | --- | -- | -------------------------------------- | --- | ------------- | --------- | -------- | ------ | ----- |
| 1.    | Spanyolország | 8 | 6  | 1 | 1 | 24 | 8  | +16 | 13 | Kijutott az 1984-es Európa-bajnokságra |     | —             | 1–0       | 2–0      | 1–0    | 12–1  |
| 2.    | Hollandia     | 8 | 6  | 1 | 1 | 22 | 6  | +16 | 13 |                                        |     | 2–1           | —         | 2–1      | 3–0    | 5–0   |
| 3.    | Írország      | 8 | 4  | 1 | 3 | 20 | 10 | +10 | 9  |                                        | 3–3 | 2–3           | —         | 2–0      | 8–0    |       |
| 4.    | Izland        | 8 | 1  | 1 | 6 | 3  | 13 | −10 | 3  |                                        | 0–1 | 1–1           | 0–3       | —        | 1–0    |       |
| 5.    | Málta         | 8 | 1  | 0 | 7 | 5  | 37 | −32 | 2  |                                        | 2–3 | 0–6           | 0–1       | 2–1      | —      |       |

## Mérkőzések
Az időpontok helyi idő szerint értendők.
| 1982. június 5. 16:30 |

| Málta                       | 2–1               | Izland                  |
| --------------------------- | ----------------- | ----------------------- |
| Spiteri Gonzi 44' Fabri 48' | (1–0) Jegyzőkönyv | Geirsson 51' (11-esből) |

| Stadio Comunale Giovanni Celeste, Messina Nézőszám: 1271 Játékvezető: Pietro D’Elia (olasz) |

| 1982. szeptember 1. 20:30 |

| Izland         | 1–1               | Hollandia      |
| -------------- | ----------------- | -------------- |
| Eðvaldsson 49' | (0–0) Jegyzőkönyv | Schoenaker 51' |

| Laugardalsvöllur, Reykjavík Nézőszám: 2862 Játékvezető: Brian McGinlay (skót) |

| 1982. szeptember 22. 20:00 |

| Hollandia                | 2–1               | Írország |
| ------------------------ | ----------------- | -------- |
| Schoenaker 1' Gullit 64' | (1–0) Jegyzőkönyv | Daly 80' |

| De Kuip, Rotterdam Nézőszám: 20 500 Játékvezető: Ivan Gregr (csehszlovák) |

| 1982. október 13. 16:00 |

| Írország                   | 2–0               | Izland |
| -------------------------- | ----------------- | ------ |
| Stapleton 36' Grealish 75' | (1–0) Jegyzőkönyv |        |

| Lansdowne Road, Dublin Nézőszám: 23 371 Játékvezető: Paul Rion (luxemburgi) |

| 1982. október 27. 20:30 |

| Spanyolország | 1–0               | Izland |
| ------------- | ----------------- | ------ |
| Pedraza 60'   | (0–0) Jegyzőkönyv |        |

| Estadio La Rosaleda, Málaga Nézőszám: 15 132 Játékvezető: Mário Luís (portugál) |

| 1982. november 17. 14:30 |

| Írország                    | 3–3               | Spanyolország                           |
| --------------------------- | ----------------- | --------------------------------------- |
| Grimes 2' Stapleton 64' 76' | (1–1) Jegyzőkönyv | Maceda 31' Martin 47' (öngól) Muñoz 60' |

| Lansdowne Road, Dublin Nézőszám: 39 000 Játékvezető: Jan Redelfs (nyugatnémet) |

| 1982. december 19. 15:00 |

| Málta | 0–6               | Hollandia                                                                |
| ----- | ----------------- | ------------------------------------------------------------------------ |
|       | (0–4) Jegyzőkönyv | Ophof 22' (11-esből) van Kooten 25' 71' Hovenkamp 34' Schoenaker 39' 51' |

| Tivoli Stadion, Aachen Nézőszám: 17 000 Játékvezető: Dieter Pauly (nyugatnémet) |

| 1983. február 16. 20:30 |

| Spanyolország        | 1–0               | Hollandia |
| -------------------- | ----------------- | --------- |
| Señor 44' (11-esből) | (1–0) Jegyzőkönyv |           |

| Estadio Ramón Sánchez Pizjuán, Sevilla Nézőszám: 45 000 Játékvezető: Paolo Bergamo (olasz) |

| 1983. március 30. 17:00 |

| Málta | 0–1               | Írország      |
| ----- | ----------------- | ------------- |
|       | (0–0) Jegyzőkönyv | Stapleton 89' |

| Nemzeti Stadion, Ta’ Qali Nézőszám: 6487 Játékvezető: Adolf Mathias (osztrák) |

| 1983. április 27. 20:30 |

| Spanyolország                  | 2–0               | Írország |
| ------------------------------ | ----------------- | -------- |
| Santillana 49' Poli Rincón 89' | (0–0) Jegyzőkönyv |          |

| La Romareda, Zaragoza Nézőszám: 35 000 Játékvezető: Valerij Butyenko (szovjet) |

| 1983. május 15. 16:00 |

| Málta            | 2–3               | Spanyolország                       |
| ---------------- | ----------------- | ----------------------------------- |
| Busuttil 30' 47' | (1–1) Jegyzőkönyv | Señor 21' Carrasco 60' Gordillo 84' |

| Nemzeti Stadion, Ta’ Qali Nézőszám: 7732 Játékvezető: Evangelosz Giannakoudakisz (görög) |

| 1983. május 29. 14:00 |

| Izland | 0–1               | Spanyolország |
| ------ | ----------------- | ------------- |
|        | (0–1) Jegyzőkönyv | Maceda 9'     |

| Laugardalsvöllur, Reykjavík Nézőszám: 7055 Játékvezető: Ronald Bridges (walesi) |

| 1983. június 5. 17:00 |

| Izland         | 1–0               | Málta |
| -------------- | ----------------- | ----- |
| Eðvaldsson 43' | (1–0) Jegyzőkönyv |       |

| Laugardalsvöllur, Reykjavík Nézőszám: 5718 Játékvezető: Alexander Jacobsen (dán) |

| 1983. szeptember 7. 20:00 |

| Hollandia                            | 3–0               | Izland |
| ------------------------------------ | ----------------- | ------ |
| R. Koeman 17' Gullit 19' Houtman 21' | (3–0) Jegyzőkönyv |        |

| Oosterpark Stadion, Groningen Nézőszám: 5617 Játékvezető: Andrzej Libich (lengyel) |

| 1983. szeptember 21. 17:30 |

| Izland | 0–3               | Írország                           |
| ------ | ----------------- | ---------------------------------- |
|        | (0–2) Jegyzőkönyv | Waddock 16' Robinson 21' Walsh 81' |

| Laugardalsvöllur, Reykjavík Nézőszám: 13 706 Játékvezető: Gérard Biguet (francia) |

| 1983. október 12. 19:30 |

| Írország                        | 2–3               | Hollandia                     |
| ------------------------------- | ----------------- | ----------------------------- |
| Waddock 7' Brady 35' (11-esből) | (2–0) Jegyzőkönyv | Gullit 51' 76' Van Basten 66' |

| Dalymount Park, Dublin Nézőszám: 28 000 Játékvezető: André Daina (svájci) |

| 1983. november 16. 20:00 |

| Hollandia              | 2–1               | Spanyolország  |
| ---------------------- | ----------------- | -------------- |
| Houtman 26' Gullit 63' | (1–1) Jegyzőkönyv | Santillana 41' |

| De Kuip, Rotterdam Nézőszám: 57 000 Játékvezető: Michel Vautrot (francia) |

| 1983. november 16. 20:00 |

| Írország                                                                          | 8–0               | Málta |
| --------------------------------------------------------------------------------- | ----------------- | ----- |
| Lawrenson 25' 63' Stapleton 28' O'Callaghan 35' Sheedy 74' 84' Brady 76' Daly 86' | (3–0) Jegyzőkönyv |       |

| Dalymount Park, Dublin Nézőszám: 8500 Játékvezető: Ole Amundsen (dán) |

| 1983. december 17. 19:30 |

| Hollandia                                                | 5–0               | Málta |
| -------------------------------------------------------- | ----------------- | ----- |
| Brocken 19' Wijnstekers 30' Rijkaard 74' 90' Houtman 79' | (2–0) Jegyzőkönyv |       |

| De Kuip, Rotterdam Nézőszám: 58 000 Játékvezető: Klaus Peschel (keletnémet) |

| 1983. december 21. 20:15 |

| Spanyolország                                                                                        | 12–1              | Málta         |
| --- | ----------------- | ------------- |
| Santillana 15' 26' 28' 75' Poli Rincón 46' 55' 63' Maceda 60' 62' Gordillo 77' Sarabia 79' Señor 88' | (3–1) Jegyzőkönyv | Degiorgio 24' |

| Estadio Benito Villamarín, Sevilla Nézőszám: 25 000 Játékvezető: Erkan Göksel (török) |